# Так не бывает (мультфильм)
«Не бывает!» или «Так не бывает» — российский короткометражный мультфильм, снятый по стихотворению Андрея Усачёва «Вобла и журнал».
Второй из трёх сюжетов мультипликационного альманаха «Весёлая карусель» № 28. В 1996 году вошёл в мультфильм-сборник «Тройная уха».

## Название
В титрах мультфильма приводится название Не бывает!.
В Энциклопедии отечественной мультипликации в фильмографии Татьяны Ильиной мультфильм указан под названием Не бывает!, но ошибочно приписан к «Весёлой карусели» № 29. Однако в фильмографии Андрея Усачёва в той же энциклопедии мультфильм указан под ошибочным названием Так не бывает, хотя и с правильным указанием принадлежности к «Весёлой карусели» № 28. В составлявшейся на основе энциклопедии базе данных Аниматор.ру продублировано название из фильмографии Андрея Усачёва.
Добавленное слово «так» не встречается ни в мультфильме, ни в стихотворении Усачёва.

## Сюжет
Мультфильм — фантазия на тему о том чего не может быть, снятый по стихотворению А. Усачёва.
Отрывок из стихотворения:

Плыла в облачках

Вобла в очках,

Листала журнал с интересом.

Вдруг видит — рассказ!

О воблах как раз

Писал знаменитый профессор:

Что воблы не могут

Плыть в облачках,

Что воблы вообще

Не бывают в очках,

Что вобла с журналом, в очках —

Это вздор,

И верить подобному вздору —

Позор!

## Съёмочная группа
| Режиссёр     | Татьяна Ильина                                       |
| Сценарист    | Татьяна Ильина                                       |
| Оператор     | Михаил Друян                                         |
| Текст читает | Вячеслав Богачёв                                     |
| Художник     | Татьяна Ильина                                       |
| Аниматоры    | Геннадий Сокольский, Дмитрий Куликов, Галина Зеброва |

## Критика
По мнению автора канала «Назад в 90-е» на Яндекс.Дзен мультфильм входит в десятку лучших русских мультфильмов 90-х годов.